# 알베리코넓적코박쥐
알베리코넓적코박쥐(Platyrrhinus albericoi)는 주걱박쥐과(신세계잎코박쥐과)에 속하는 박쥐의 일종이다. 남아메리카의 중간 크기의 박쥐로 머리부터 몸까지 길이는 90~110mm, 전완장은 62~63mm, 발 길이는 15~16mm이다. 귀 길이는 24~25mm, 몸무게는 최대 68g이다. 콜롬비아와 에콰도르, 페루, 볼리비아의 안데스 산맥 그리고 베네수엘라 북서부에서 발견된다. 해발 600~2000m의 산악 지대와 아열대 습윤 숲에서 서식한다.